# Polyandrocarpa floridana
Polyandrocarpa floridana är en sjöpungsart som beskrevs av Van Name 1921. Polyandrocarpa floridana ingår i släktet Polyandrocarpa och familjen Styelidae. Inga underarter finns listade i Catalogue of Life.